# Università Nazionale di Taipei
L'Università Nazionale di Taipei (NTPU, National Taipei University, cinese tradizionale: 國立臺北大學) è un'università pubblica di Taiwan (Repubblica di Cina), fondata nel 1949 all'interno delle mura della capitale Taipei. Fino al 2000, il nome ufficiale dell'istituzione era College di Legge ed Economia, Università Nazionale Chung Hsing (國立中興大學法商學院).
È membro dell'Istituto europeo per le norme di telecomunicazione (ETSI).

## Storia e sviluppo
L'Università Nazionale di Taipei ha subito differenti stadi di sviluppo. Nel 1949, è stata fondata come College Provinciale di Legge e Commercio di Taiwan, successivamente si è fusa con il College di Amministrazione locale, del quale ha preso il nome. Nel 1961, si è nuovamente unita all'allora nuovissimo College di Scienze ed Ingegneria, divenendo così l'Università Provinciale Chung Hsing di Taiwan. Nel 1964, è stata istituita nei due campus all'interno di Taipei una scuola serale. Nel 1968 quest'ultima è stata aggiunta, insieme al College di Arti Liberali, in un distaccamento dell'università a Taichung. Continuando a crescere per dimensioni e numero di facoltà, nel 1971 l'istituzione è diventata l'Università Nazionale Chung Hsing. A febbraio del 2000, infine, i due campus all'interno di Taipei hanno inglobato il College di Legge e Commercio e la scuola serale, divenendo finalmente l'Università Nazionale di Taipei e trascinando sotto questo nome anche il campus principale di Sanxia ed i vari distaccamenti.

## Campus
| Campus                    | Indirizzo                                                   | Area (ettari) |
| ------------------------- | ----------------------------------------------------------- | ------------- |
| Sanxia, campus principale | 151, University Road, Sanxia, contea di Taipei 23741 Taiwan | 54.53         |
| Minsheng, campus          | 67, Sec. 3, Minsheng E. Road, Taipei 10478, Taiwan          | 1.62          |
| Jianguo, campus           | 69, Sec. 2, Jianguo N. Road, Taipei 10433, Taiwan           | 2.91          |

I due campus minori si trovano entrambi nel distretto Zhongshan della capitale Taipei, mentre il campus principale si trova a Sanxia, una delle città satelliti della capitale.

## Facoltà
Il rettore dirige l'università, mentre ogni facoltà è retta da un preside ed ogni dipartimento da un direttore.
Facoltà di Legge
- Dipartimento di Legge
- Scuola di Specializzazione in Legge
- Centro di Documentazione Legislativa Comparativa

Facoltà di Commercio
- Dipartimento di Amministrazione Commerciale
- Dipartimento di Scienze Bancarie e Gestione Cooperativa
- Dipartimento di Contabilità
- Dipartimento di Statistica
- Dipartimento di Gestione degli Sport Ricreativi
- Istituto di Specializzazione in Gestione dell'Informazione
- Centro di Ricerca in Commercio Elettronico (EBRC)
- Centro per l'Economia Cooperativa e le Organizzazioni No-Profit (CCENB)
- Master in Business Administration in Finanza Internazionale
- Istituto di Specializzazione in Commercio Internazionale

Facoltà di Affari Pubblici
- Dipartimento di Amministrazione e Politica Pubblica
- Dipartimento di Beni Immobili ed Ambiente Strutturato
- Dipartimento di Finanza Pubblica
- Istituto di Specializzazione in Pianificazione Urbana
- Istituto di Specializzazione in Gestione delle Risorse Naturali
- Centro di Ricerca per l'Opinione Pubblica e gli Studi Elettorali
- Centro per la Gestione della Terra e la Tecnologia

Facoltà di Scienze Sociali
- Dipartimento di Economia
- Dipartimento di Sociologia
- Dipartimento di Lavoro Sociale
- Scuola di Specializzazione in Criminologia
- Centro di Ricerca per lo Sviluppo di Taiwan

Facoltà di Scienze Umanistiche
- Dipartimento di Lingua e Letteratura Cinese
- Dipartimento di Lingue Straniere e Linguistica Applicata
- Dipartimento di Storia
- Department of Recreational Sport Management
- Istituto di Specializzazione in Arti Folkloristiche
- Istituto di Specializzazione in Testi Classici
- Centro per Negoziati Internazionali ed Interpretariato (CINI)

Facoltà di Ingegneria Elettrica e Scienze Informatiche
- Dipartimento di Scienze Informatiche ed Ingegneria dell'Informazione
- Istituto di Specializzazione in Ingegneria della Comunicazione
- Istituto di Specializzazione in Ingegneria Elettrica